# Pfarrkirche Sollenau

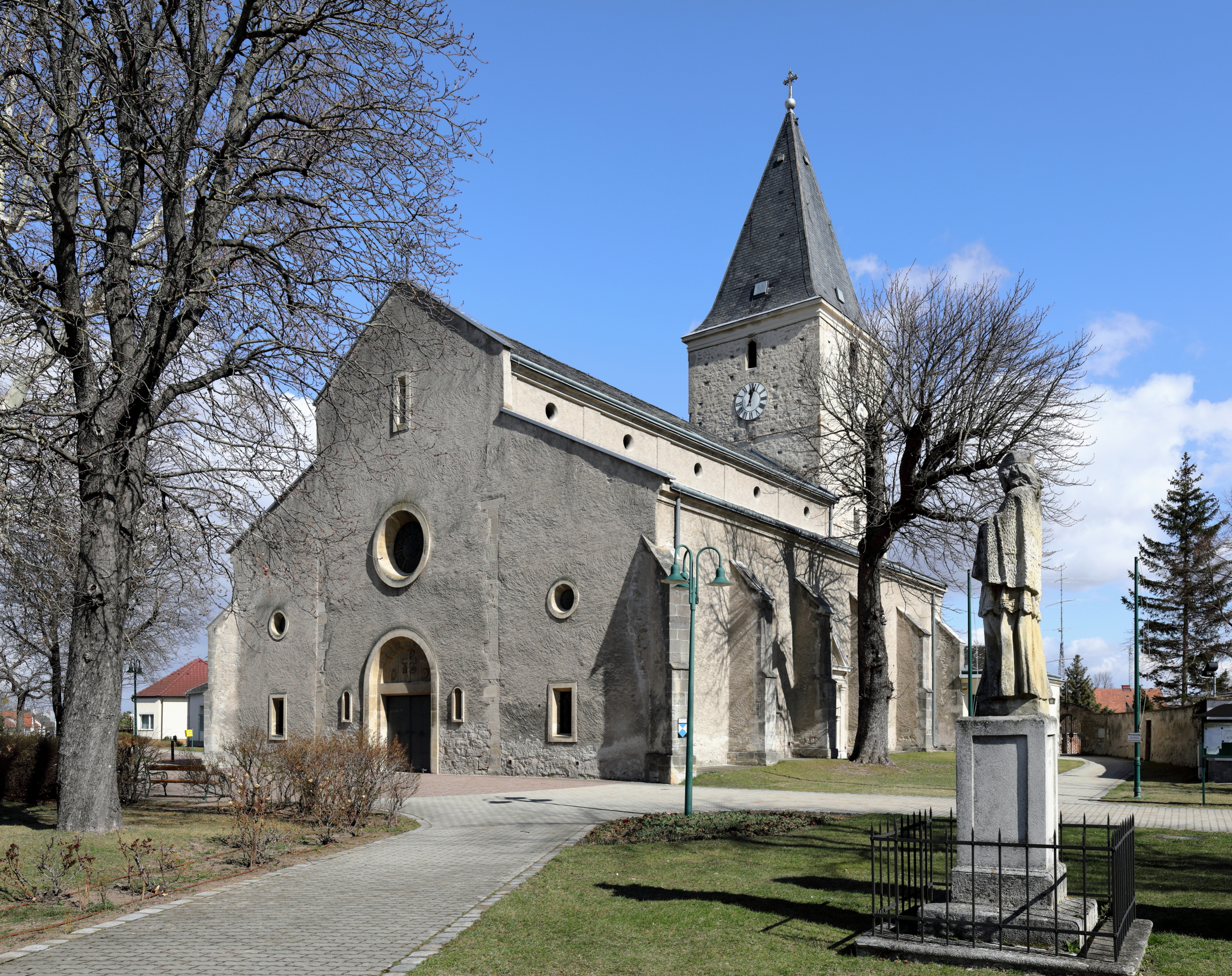
Pfarrkirche hl. Laurentius in Sollenau

Die römisch-katholische Pfarrkirche Sollenau steht in der Marktgemeinde Sollenau in Niederösterreich. Die Gemeinde zeigt den Wehrturm im Wappen. Die Pfarrkirche hl. Laurentius ist die Pfarrkirche der Pfarre Zum guten Hirten im Steinfeld und gehört zum Dekanat Wiener Neustadt in der Erzdiözese Wien. Die Kirche steht unter Denkmalschutz.

## Geschichte

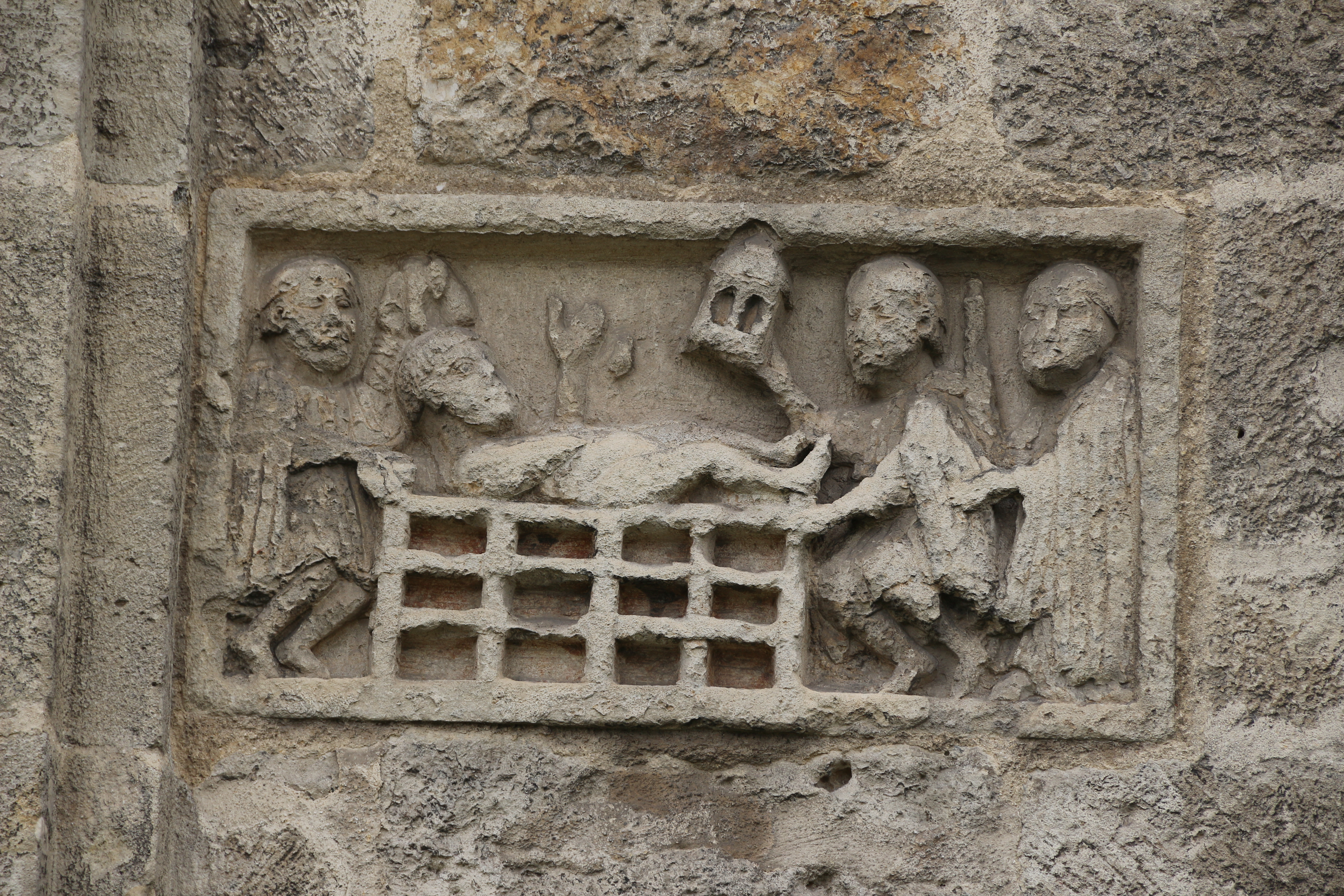
Relief des Martyriums des hl. Laurentius am Ostturm

Ende des 12. Jahrhunderts wurde in Sollenau eine Wehrkirche errichtet und dem Heiligen Laurentius geweiht. Um 1220 wurde die Kirche als Filiale der Pfarrkirche Traiskirchen genannt. 1312 ist die Mutterkirche und damit die Filialkirche dem Stift Melk inkorporiert. Der spätromanische Quaderturm wurde am Ende des 13. Jahrhunderts an die Kirche angebaut, im 14. Jahrhundert um ein etwa drei Meter hohes Wehrgeschoß und im vierten Viertel des 15. Jahrhunderts zusätzlich um ein Glockengeschoß erhöht. Um diese Zeit wurde auch das Langhaus erhöht und zur Stufenhalle umgebaut. Die Kirche wurde 1856 umfassend renoviert, dabei erhielt die Westfassade ihre (neu)gotische Gestalt. Im Zuge einer neuerlichen Umgestaltung 1957 wurde diese Fassadierung wieder entfernt.
Am 1. Jänner 2017 wurde die Pfarre Theresienfeld um die Pfarren Felixdorf und Sollenau erweitert und in Zum guten Hirten im Steinfeld umbenannt. Als Pfarrkirche wurde die Pfarrkirche Sollenau bestimmt. Die Pfarre Sollenau wurde aufgehoben. Die Pfarrkirche Sollenau ist seither die Pfarrkirche der Pfarre Zum guten Hirten im Steinfeld und ist die Kirche der Teilgemeinde St. Laurentius.

## Architektur

### Äußeres

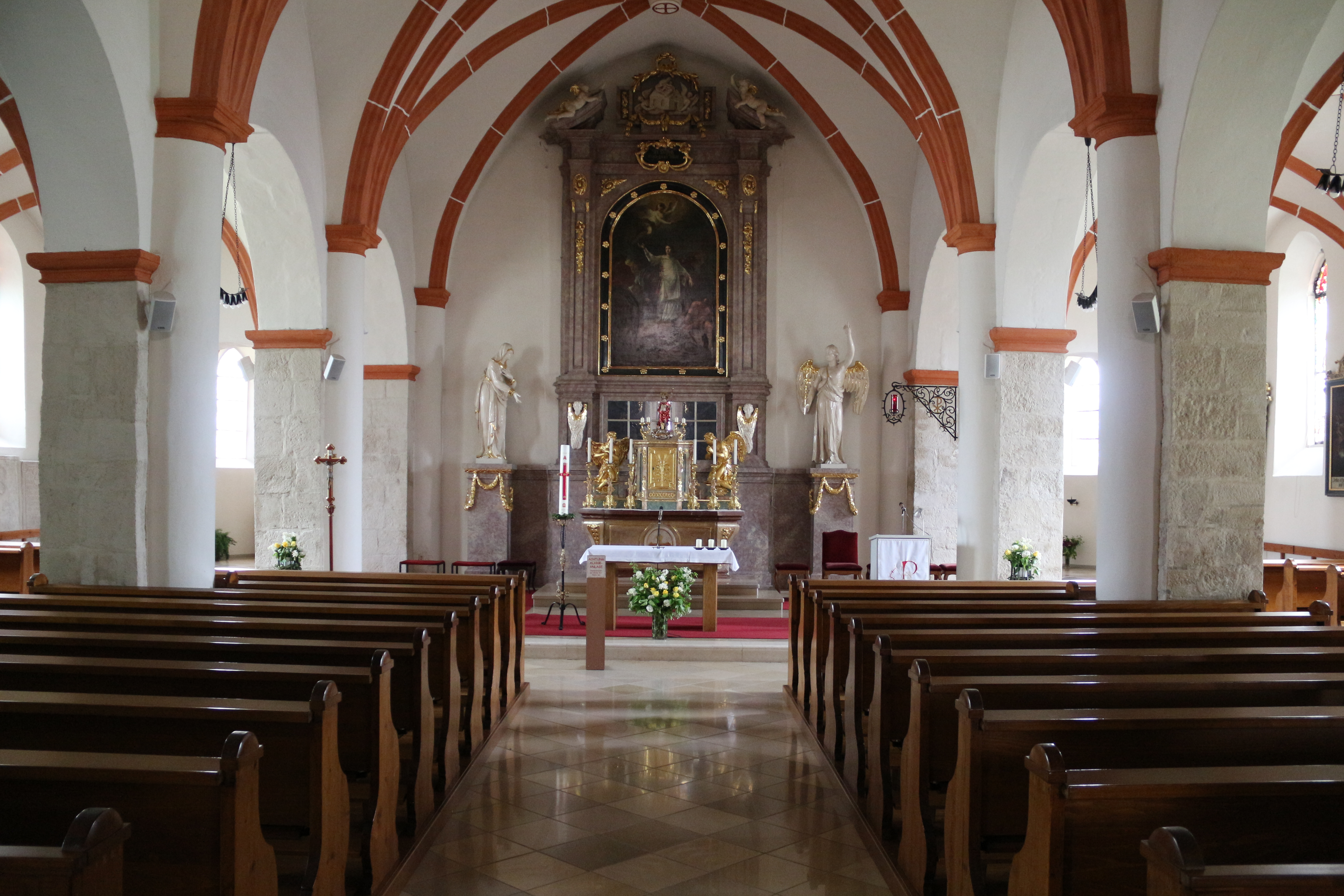
Blick zum Hochaltar

Das dreischiffige romanische Langhaus erscheint äußerlich als Basilika, ist aber eine Stufenhalle. Mit dem quadratischen Chor im Erdgeschoß des spätromanischen Ostturms ist St. Laurentius eine Chorturmkirche. Außer durch die Fenster der Westfassade wird die Kirche durch Spitzbogenfenster der Seitenschiffe belichtet. Die kleinen runden „Obergaden“ in den außen sichtbaren Hochschiffswänden belichten den Dachraum, nicht den Kirchenraum. Zu beiden Seiten sind Strebepfeiler an die Seitenschiffe angebaut.
An der Südseite befindet sich ein Rundbogenportal (vermutlich vom Anfang des 17. Jahrhunderts) zwischen kannelierten Pilastern mit Dreiecksgiebel.
Die Westfassade ist seit der Umgestaltung 1957 von der 1856 errichteten Verkleidung befreit. Die jetzt ungegliederte Fassade ist durch einen Dreiecksgiebel in der Breite des Mittelschiffs abgeschlossen; sie weist ein Rundbogenportal sowie Rundfenster auf.
Im Osten erhebt sich der wuchtige fünfgeschoßige Turm mit breiten Ecklisenen und einem Rundbogenfries sowie spätromanischen Biforenfenstern an drei Seiten. Das Glockengeschoß (aus dem späten 15. Jahrhundert) weist Gerüstlöcher, Dreipassluken und Spitzbogenfenster auf. Der pyramidenförmige Turmhelm stammt aus der Zeit nach 1887. An der Ostfassade des Turms befindet sich ein spätromanisches Relief, das das Martyrium des Heiligen Laurentius zeigt.

### Inneres
Das Innere des Langhauses präsentiert sich als dreischiffige fünfjochige Staffelhalle mit quadratischen Pfeilern und Arkadenbögen aus Quadermauerwerk. Die Joche in Mittelschiff und Seitenschiffen weisen Kreuzrippengewölbe aus dem 16. Jahrhundert auf. Die Seitenschiffe sind durch 5/8-Polygone mit Rippengewölben abgeschlossen. Die Empore im Westen des Mittelschiffs stammt aus dem Jahr 1957.
Ein niedriger eingezogener Triumphbogen trennt das Mittelschiff vom Turmerdgeschoß, das mit einem massiven Kreuzgewölbe gedeckt ist.

#### Einrichtung
Der Hochaltar stammt aus dem ersten Viertel des 18. Jahrhunderts und verdeckt zu einem großen Teil den Triumphbogen (der Zugang zum Turmerdgeschoß ist durch eine kleine Öffnung, die durch ein Gitter verschlossen ist, möglich). Das Altarbild von Johann Muz zeigt den heiligen Laurentius. Der Altartisch mit Tabernakel und anbetenden Engeln stammt aus dem dritten Viertel des 18. Jahrhunderts.
Der linke Seitenaltar beherbergt Heiligenstatuetten aus der Zeit um 1900.
Im Kirchenraum befinden sich verschiedene Gemälde aus dem 18. Jahrhundert. Auch sind mehrere Grabdenkmäler aus dem 16. bis 19. Jahrhundert vorhanden.
Die Orgel stammt von Rudolf Novak aus 1960. Das Geläut besteht aus drei Glocken aus 1920 sowie aus 1954 von Fa. Josef Pfundner.

## Pfarrmuseum
Das Pfarr-Museum wurde im Jahr 2007 eröffnet und beherbergt Gegenstände und Dokumente aus früheren Zeiten und eine Übersetzung der Pfarrgedenkbücher, die seit dem Jahre 1758 eine durchgehende Geschichte enthalten.